# Robert Cullen (calciatore)
Robert Cullen (カレン ロバート; Tsuchiura, 7 giugno 1985) è un ex calciatore giapponese di origini nordirlandesi, di ruolo attaccante.

## Palmarès

### Individuale
- Miglior giovane della J.League: 1

2005